# Belmont-sur-Rance
Belmont-sur-Rance är en kommun i departementet Aveyron i regionen Occitanien i södra Frankrike. Kommunen ligger  i kantonen Belmont-sur-Rance som ligger i arrondissementet Millau. År 2022 hade Belmont-sur-Rance 990 invånare.

## Befolkningsutveckling
Antalet invånare i kommunen Belmont-sur-Rance
Referens: INSEE